# Ilijno
Ilijno (bułg. Илийно) – wieś w Bułgarii, w obwodzie Tyrgowiszte, w gminie Omurtag. Według danych szacunkowych Ujednoliconego Systemu Ewidencji Ludności oraz Usług Administracyjnych dla Ludności, 15 grudnia 2018 roku miejscowość liczyła 628 mieszkańców.